# Sector crítico de Comisiones Obreras
El denominado sector crítico de CCOO es una corriente formalmente organizada dentro del sindicato español Comisiones Obreras, formada en 1996. Sus miembros se denominan frecuentemente crítiCCOOs. Este sector representa en torno a un 23% del sindicato, según los resultados del IX Congreso. Sus miembros abogan por una vuelta a los postulados sindicales sociopolíticos y de clase, más nítidamente vinculados a los partidos de izquierda, especialmente al Partido Comunista de España, frente a la política actual del sindicato, que consideran excesivamente propensa al diálogo social, además de duramente represiva contra sus miembros.
Es mayoritario en la Federación de Pensionistas y Jubilados, Asturias, Baleares, La Rioja y Sevilla.
El sector crítico está encabezado por Agustín Moreno. Tiene 7 puestos en la Ejecutiva confederal de CCOO (Guillermo Ballina, Salce Elvira, María Victoria Martines, Agustín Moreno, Antonio Rodrigo Torrijos, Pedro San Frutos y Juan I. Validivieso). 
El sector crítico contó con el apoyo explícito del expresidente y exsecretario general Marcelino Camacho.